# Wenn das so ist
Wenn das so ist ist das 23. Studioalbum des deutschen Musikers Peter Maffay. Es erschien am 17. Januar 2014 beim Label Ariola.

## Entstehung
Das Album wurde größtenteils als Live-Band in Maffays Red Rooster Studios am Starnberger See eingespielt. Beteiligt waren die Mitglieder der Maffay-Band Pascal Kravetz, Peter Keller, Carl Carlton, Ken Taylor und Bertram Engel.

## Veröffentlichung
Am 15. Januar 2014 präsentierte Maffay das neue Album in der Münchner Zenith-Halle. Die Live-Veranstaltung wurde in 72 deutsche Kinos übertragen (und in 30 weiteren am 3. April 2014 als Aufzeichnung gezeigt). Zwei Tage später wurde Wenn das so ist veröffentlicht. Neben der regulären CD wird das Album auch als Doppel-LP und Premium Edition mit Bonusmaterial vertrieben.

## Rezeption
Kai Butterweck von laut.de beurteilte Wenn das so ist als „solides Deutschrock-Album“, auf dem es „für Maffay-Verhältnisse“ mit Rocksongs wie Niemals war es besser phasenweise ziemlich „krache“. Positiv hebt er die „Powerballade“ Bis zum Schluss hervor, sie sei „ein dynamischer Schunkler, wie geschaffen fürs Rockradio-Frühstücksprogramm“. Er kritisiert gewisse Defizite im Zusammenspiel der Instrumente und vereinzelten inhaltlichen Kitsch, lobt aber Maffays markante Stimme, die Liedern wie Wer liebt und Wildnis Nachhaltigkeit verleihe.

## Titelliste
| #   | Titel                     | Länge |
| --- | ------------------------- | ----- |
| 1.  | Niemals war es besser     | 3:31  |
| 2.  | Wenn der Himmel weint     | 6:13  |
| 3.  | Wer liebt                 | 5:42  |
| 4.  | Nur du hörst              | 3:36  |
| 5.  | Wildnis                   | 5:19  |
| 6.  | Die Geister, die ich rief | 5:04  |
| 7.  | Schwarze Linien           | 4:42  |
| 8.  | Sie bleibt                | 3:07  |
| 9.  | Gelobtes Land             | 5:49  |
| 10. | Bis zum Schluss           | 4:58  |
| 11. | Wenn das so ist           | 4:14  |
| 12. | Halleluja                 | 5:32  |

## Kommerzieller Erfolg

### Chartplatzierungen
Wenn das so ist erreichte nach seinem Erscheinen Platz eins der deutschen Albumcharts, wie bereits 15 vorherige Alben von Maffay. Dort hielt es sich zwei Wochen.
| ChartsChartplatzierungen | Höchstplatzierung | Wochen |
| ------------------------ | ----------------- | ------ |
| Deutschland (GfK)        | 1 (68 Wo.)        | 68     |
| Österreich (Ö3)          | 8 (9 Wo.)         | 9      |
| Schweiz (IFPI)           | 4 (19 Wo.)        | 19     |

| ChartsJahrescharts (2014) | Platzierung |
| ------------------------- | ----------- |
| Deutschland (GfK)         | 6           |
| Schweiz (IFPI)            | 77          |

### Auszeichnungen für Musikverkäufe
| Land/Region        | Auszeichnungen für Musikverkäufe (Land/Region, Auszeichnung, Verkäufe) | Verkäufe |
| ------------------ | ---------------------------------------------------------------------- | -------- |
| Deutschland (BVMI) | 2× Platin                                                              | 400.000  |
| Österreich (IFPI)  | Gold                                                                   | 7.500    |
| Insgesamt          | 1× Gold · 2× Platin ·                                                  | 407.500  |